# Josef Auer (Politiker)

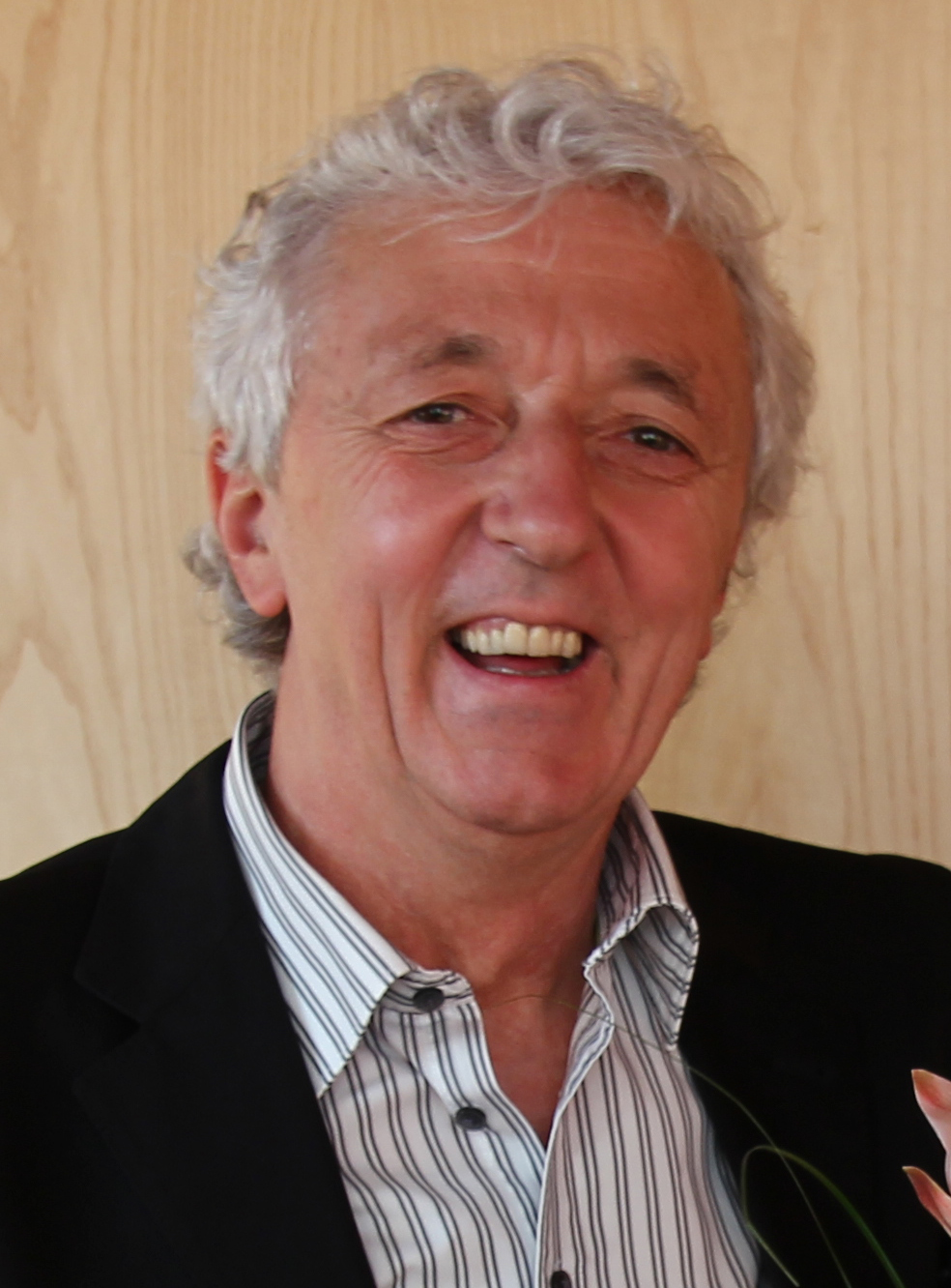
Josef Auer 2012

Josef Auer (* 24. März 1956 in Schwaz) ist ein österreichischer Mittelschullehrer und Politiker (SPÖ). Er war von 2002 bis 2008 Abgeordneter zum Tiroler Landtag und von 2008 bis 2013 Abgeordneter zum Österreichischen Nationalrat.
Josef Auer besuchte ab 1967 das Bundesrealgymnasium in Wörgl und legte dort 1975 die Matura ab. Er begann 1975 ein Lehramtsstudium an der Universität Innsbruck, das er 1982 abschloss. Danach war Auer jeweils ein Jahr Lehrer an der HTL I - Innsbruck und der HTL Jenbach. Seit 1983 arbeitet Auer als Lehrer an der Glasfachschule Kramsach und führt seit 1987 einen Pensionsbetrieb.
Josef Auer wurde 1998 in der Gemeinde Radfeld zum Bürgermeister-Stellvertreter gewählt und ist seit 2002 geschäftsführender Obmann der SPÖ-Kufstein. Er ist seit dem 3. Juli 2002 Abgeordneter zum Tiroler Landtag und gelangte wie auch 2003 über den Kreiswahlvorschlag Kufstein in den Landtag. Er gehörte ab 2002 dem Finanzkontrollausschuss und dem Ausschuss für Föderalismus und Europäische Integration an. Zudem war er Sprecher für Jugend und Tourismus der SPÖ-Tirol. Nach der verlorenen Landtagswahl in Tirol 2008 schied Auer am 1. Juli 2008 aus dem Landtag aus. Er kandidierte bei der Nationalratswahl in Österreich 2008 an zweiter Stelle der SPÖ-Landesliste Tirol und zog mit Beginn der XXIV. Gesetzgebungsperiode am 28. Oktober 2008 in den Nationalrat ein. Seine Reihung an zweiter Stelle verdankt er auch dem Umstand, dass es vor der Nationalratswahl keinen SPÖ-Mandatar auf Landes- oder Bundesebene gab.